# Брусичі
45°04′ пн. ш. 14°30′ сх. д. / 45.06° пн. ш. 14.50° сх. д.
Брусичі (хорв. Brusići) — населений пункт у Хорватії, у Приморсько-Горанській жупанії у складі міста Крк.

## Населення
Населення за даними перепису 2011 року становило 40 осіб.
Динаміка чисельності населення поселення:

## Клімат
Середня річна температура становить 13,86 °C, середня максимальна – 26,72 °C, а середня мінімальна – 1,60 °C. Середня річна кількість опадів – 1227 мм.
| Клімат поселення                              | Клімат поселення | Клімат поселення | Клімат поселення | Клімат поселення | Клімат поселення | Клімат поселення | Клімат поселення | Клімат поселення | Клімат поселення | Клімат поселення | Клімат поселення | Клімат поселення | Клімат поселення |
| Показник                                      | Січ.             | Лют.             | Бер.             | Квіт.            | Трав.            | Черв.            | Лип.             | Серп.            | Вер.             | Жовт.            | Лист.            | Груд.            |                  |
| Середній максимум, °C                         | 9,80             | 10,01            | 12,95            | 15,89            | 21,00            | 25,06            | 26,72            | 26,58            | 22,20            | 17,72            | 12,91            | 10,14            |                  |
| Середня температура, °C                       | 5,69             | 5,91             | 8,86             | 11,79            | 16,89            | 20,96            | 23,39            | 23,25            | 18,86            | 14,40            | 9,58             | 6,80             |                  |
| Середній мінімум, °C                          | 1,60             | 1,81             | 4,75             | 7,68             | 12,79            | 16,86            | 20,06            | 19,90            | 15,54            | 11,05            | 6,25             | 3,48             |                  |
| Норма опадів, мм                              | 103              | 83               | 84               | 88               | 80               | 89               | 51               | 76               | 131              | 158              | 158              | 126              |                  |
| Середньомісячна швидкість вітру, м/с          | 2.86             | 3.04             | 3.09             | 2.92             | 2.64             | 2.49             | 2.49             | 2.49             | 2.59             | 2.85             | 3.16             | 3.12             |                  |
| Середньомісячна сонячна радіація, кДж/м²·день | 4536             | 7314             | 10681            | 15195            | 19653            | 21327            | 22714            | 19588            | 14334            | 9242             | 4949             | 3820             |                  |
| --------------------------------------------- | ---------------- | ---------------- | ---------------- | ---------------- | ---------------- | ---------------- | ---------------- | ---------------- | ---------------- | ---------------- | ---------------- | ---------------- | ---------------- |
| Джерело:                                      |                  |                  |                  |                  |                  |                  |                  |                  |                  |                  |                  |                  |                  |